# Danilo S. Balete
Danilo S. Balete (* 3. August 1960 auf Luzon, Philippinen; † 1. Juli 2017), auch als Danny Balete bekannt, war ein philippinischer Zoologe und Biologe. Sein offizielles botanisches Autorenkürzel lautet „Balete“.

## Leben
Balete wuchs in der Bicol-Region von Luzon auf. Von 1984 bis 1988 studierte er an der Universität der Philippinen in Los Baños, wo er den Bachelor of Science in Zoologie erlangte. 1989 wurde er Mitarbeiter beim Philippine Mammal Project des Field Museum of Natural History. Acht Monate pro Jahr verbrachte er als Expeditionsleiter im Regenwald und ungefähr vier Monate mit einem Forschungsteam des Field Museum of Natural History.
Ab 1992 absolvierte er auf Einladung von Lawrence R. Heaney ein Biologiestudium an der University of Illinois at Chicago (UIC), wo er 1995 zum Master of Science graduierte.
Im Jahr 2000 begann er mit einer 15-jährigen Langzeitstudie über die Säugetiere der Insel Luzon. Zum Projektteam, das aus philippinischen und US-amerikanischen Wissenschaftlern bestand, gehörten neben Balete Lawrence R. Heaney vom Field Museum of Natural History, Mariano Roy Duya und Melizar Duya von der Universität der Philippinen, Sharon Jansa von der University of Minnesota, Eric Rickart vom Natural History Museum of Utah und Scott Steppan von der Florida State University. Von 56 nichtfliegenden Säugetierarten sind 52 auf Luzon endemisch und 28 Säugetierarten wurden während dieser Studie neuentdeckt. Auch 57 Fledermausarten kommen auf Luzon vor. 2008 gelang Balete und Heaney am Pulag auf Luzon die Wiederentdeckung der Schwarzschwanz-Luzon-Baumratte (Carpomys melanurus), einem Nagetier, das 112 Jahre als ausgestorben gegolten hatte. 2016 veröffentlichte er mit Lawrence R. Heaney und Eric A. Rickart ein Buch über die Säugetiere Luzons mit dem Titel The Mammals of Luzon Island. Biogeography and Natural History of a Philippine Fauna.
Von 2002 bis 2013 war Balete Wissenschaftlicher Mitarbeiter am Field Museum of Natural History in Chicago. Von 2003 bis 2013 war er Wissenschaftlicher Mitarbeiter am Nationalen Museum der Philippinen.
Von 2008 bis 2009 war Balete Dozent an der Universität der Philippinen, Campus Diliman, Quezon City.
Neben mehreren Nagetierarten, darunter Archboldomys musseri, Crunomys suncoides, Apomys aurorae, Apomys banahao, Apomys brownorum, Apomys iridensis Apomys magnus, Apomys minganensis, Apomys lubangensis, Apomys sierrae, Apomys zambalensis, Batomys uragon, Rhynchomys banahao, Rhynchomys isarogensis, Rhynchomys labo und Rhynchomys mingan beschrieb Balete die vier Echsenarten Brachymeles lukbani, Parvoscincus boyingi, Parvoscincus hadros und Parvoscincus igorotorum. Ferner konzentrierte sich Baletes Forschung auf die einheimischen Rafflesien.
Balete war Mitglied der Haribon Foundation, der größten Naturschutzorganisation der Philippinen.

## Dedikationsnamen
2006 beschrieben Julie F. Barcelona, Mary Ann O. Cajano und Annalee S. Hadsall die Rafflesien-Art Rafflesia baletei, die 1991 von Balete am Vulkan Isarog in der Bicol-Region entdeckt wurde. 2021 wurde die Weißzahnspitzmaus-Art Crocidura baletei von der indonesischen Insel Sulawesi zu Ehren von Danilo Balete benannt.